# Type 4 Chi-To
Le char moyen Type 4 Chi-To (四式中戦車 チト Yonshiki chūsensha Chi-To), est un char moyen mis au point par l'armée impériale japonaise vers la fin de la Seconde Guerre mondiale, et était de loin le char japonais le plus avancé à avoir atteint les lignes de  production pendant la guerre. À cause des diverses pénuries de ressources et l'état déplorable de l'industrie militaire japonaise de cette époque, seulement deux exemplaires furent achevés, ainsi que quelques châssis. Aucun Type 4 n'a combattu.

## Conception

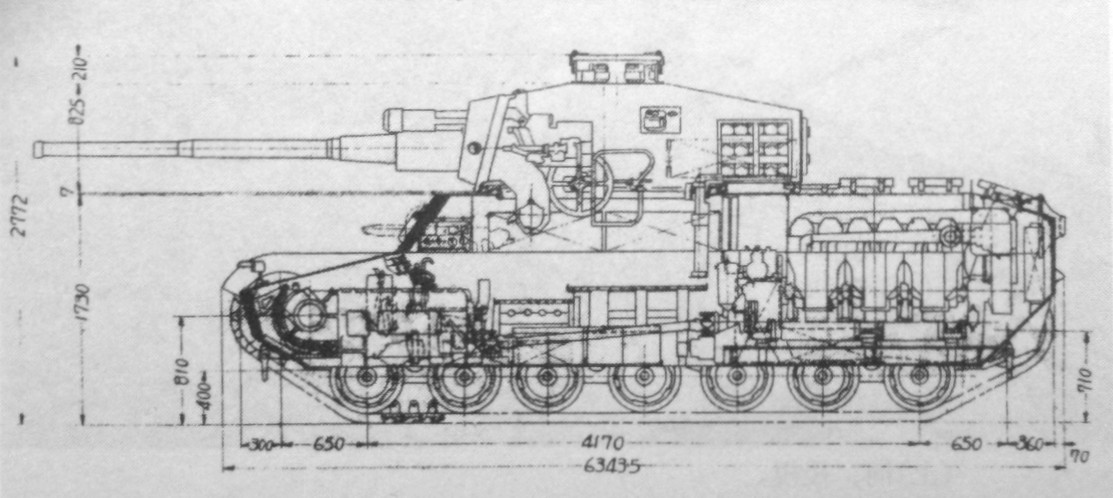
Plan de production du modèle 1.

Le Type 4 Chi-To était un char moyen de 30 tonnes, pourvu d'un blindage soudé d'une épaisseur maximale de blindage de 75 mm sur les plaques frontales. Occupé par cinq membres d'équipage, il mesurait 6,42 m de long, 2,87 m de haut et 2,87 m de large. Il était armé d'un canon long Type 5 d'un calibre de 75 mm  disposé dans la tourelle. L'élévation du canon allait de -6,5 à +20 degrés, ce qui aurait permis au chars de s'embusquer aisément derrière du relief sans se mettre à découvert de façon importante. Les obus tirés atteignaient la vitesse initiale de 850 mètres par seconde, ce qui conférait une pénétration de blindage allant jusqu'à 75 mm pour un tir effectué à 1 000 m,. Le char était également équipé de deux mitrailleuses lourdes Type 97 de 7.7 mm, l'une étant montée dans la caisse et l'autre sur le côté droit de la tourelle,.
Le moteur diesel de 400 chevaux du Type 4 était nettement plus puissant que le moteur du Type 3 Chi-Nu (240 chevaux), et lui conférait une vitesse maximale de 45 km/h sur route. Les chenilles étaient entraînées par 14 roues (7 disposées de chaque côté). Le char était pourvu d'une autonomie d'environ 250 kilomètres.
Selon plusieurs sources, six modèles de production furent conçus. Si les formes du char et les valeurs du blindage restaient les mêmes, il y eut quelques différences, notamment au moins un modèle pourvu d'un blindage plus "rectangulaire", et moins "arrondi" que celui qui est visible sur les photos d'époques.

## Développement et service opérationnel
Le développement du Type 4 commença en 1943 afin de développer le futur successeur du Type 97 Chi-Ha Kai.Le Bureau technique de l'armée travaillait sur un char d'assaut qui serait capable de contrer le M4 Sherman. Il y eut toutefois de nombreux problèmes et des retards dans le programme, ce qui mena à la conception d'un autre char, le Type 3 Chi-Nu, conçu lui aussi pour faire face M4 américains. Finalement, le premier prototype fut livré en 1944. Semblable en apparence au Type 97, mais nettement plus grand, il s’agissait du char japonais le plus perfectionné à ce jour.
La production prévue de Type 4 Chi-To était de 25 chars par mois : 20 devaient être fabriqués par Mitsubishi Heavy Industries et les 5 autres par Kobe Seiko-sho.Toutefois, il y eut de nombreux retards provoqués d'abord par la rupture des lignes d’approvisionnement établies depuis les territoires conquis puis par les bombardements stratégiques du territoire japonais effectués par les États-Unis. Ainsi, seuls 6 châssis incomplets furent produits. Selon un tableau de production de l'administration militaire de la mobilisation des munitions, il était envisagé de produire 6 chars au total lors des trois premiers mois de l'année 1945. Finalement, on sait que seulement deux Type 4 furent achevés en 1945 et qu'aucun de ces deux engins ne fut engagé au combat avant la fin du conflit,. Au vu des caractéristiques du char, de nombreux experts se sont mis d'accord sur le fait qu'il aurait pu être un redoutable adversaire face au M4 Sherman, et ce même dans ses dernières versions.
À la fin de la Seconde Guerre mondiale, les deux chars achevés furent jetés dans le lac Hamana (localisé dans la préfecture de Shizuoka), afin d'éviter leur capture par les forces d'occupation alliées. L'un fut toutefois récupéré par l'armée américaine, mais l'autre resta au fond du lac. En 2013, des efforts furent mis en œuvre pour localiser le char restant, mais celui-ci ne fut jamais retrouvé.

## Variantes

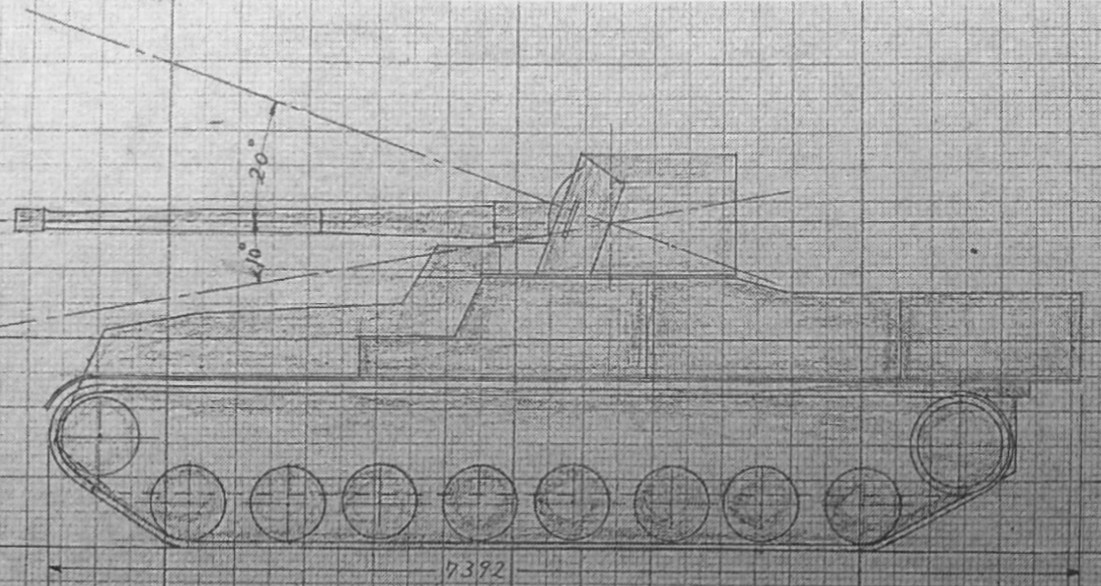
Plan du canon automoteur Ka-To.

### Ka-To
Le Ka-To, ou Ka-To Sha, était un canon automoteur chasseur de chars chenillé japonais. Conçu pour accueillir un canon de 105 mm, son développement a commencé en 1943. Le moteur était positionné à l'avant du véhicule, tandis que le canon se trouvait dans la partie arrière du châssis. La superstructure à toit ouvert était basée sur celle du Type 5 Na-To. Deux canons de 105 mm furent achevés en 1945. Selon plusieurs sources, le châssis du Ka-To serait basée sur celui du Type, qui devait être rallongé pour accueillir son canon. Sur les plans de production, une roue supplémentaire était ajoutée de chaque côté du châssis, passant de 14 à 16 au total.
Aucun exemplaire ne fut achevé et seul un châssis incomplet fut fabriqué. D'ailleurs, selon une autre source, ce châssis incomplet de Ka-To était basé sur celui du char moyen Type 5 Chi-Ri.

## Exemplaires survivants

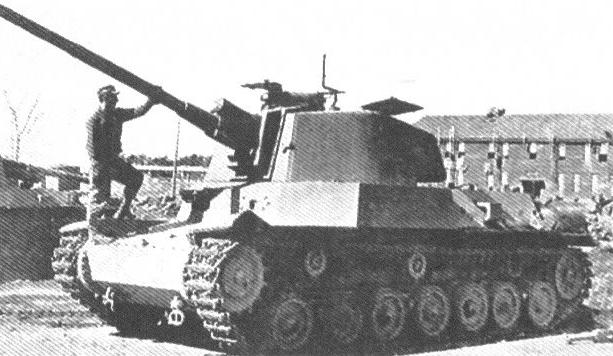
L'un des deux chars, remonté du lac et capturé par les américains.

Comme vu précédemment, seuls deux exemplaires de Type 4 furent produits. Ces derniers furent coulés dans le lac Hamana entre le 23 et le 28 août 1945 afin d'éviter leur capture. Malheureusement pour les Japonais, l'un des deux chars d'assaut fut récupéré intact par l'armée américaine qui l'a sûrement rapatrié aux États-Unis. Aucune information à ce jour ne permet de savoir ce qu'il est advenu de cet exemplaire.
Le second char est resté au fond du lac. Un intérêt général se développa autour du dernier char, jusqu'à en devenir une véritable légende urbaine. Des industriels et des historiens déclarèrent que s'il venait à être trouvé, il serait "extrêmement précieux en termes d'histoire militaire et industrielle" au vu de l'avancée technologique qu'il représentait à l'époque. L'engouement ne fut pas des moindres, du fait qu'il n'existe aucun document original sur le char, et ce même dans l'enceinte du service de recherches du ministère de la Défense japonaise. 
Le projet de recherche du char fut lancé par SM@Pe, un groupe de personnes de Hamamatsu. En 2013, des recherches commencèrent en novembre pour localiser ce dernier exemplaire, dans l'espoir de le remonter. Les habitants aidés par des bénévoles commencèrent à fouiller le lac avec un sonar et des plongeurs furent dépêchés sur place. En février, Windy Network Corp., une société d’études marines basée à Tokyo qui avait d'ailleurs découvert un avion d’entraînement de l’armée impériale japonaise dans le lac Towada en 2010, a également pris part aux recherches. Malheureusement malgré tous les efforts déployés, appuyés par de nombreux témoignages (notamment d'anciens militaires qui auraient participé à l'opération de mise à flot), les recherches n'ont rien donné. Toutefois, malgré la déception, un certain romantisme s'est développé à l'idée que le char repose au fond du lac. Aussi, le secrétaire général de SM@Pe, Kenji Nakamura a déclaré : « Il ne restera plus rien dans cette ville s'il part d'ici pour rejoindre un musée ou des expositions ».

## Galerie photos

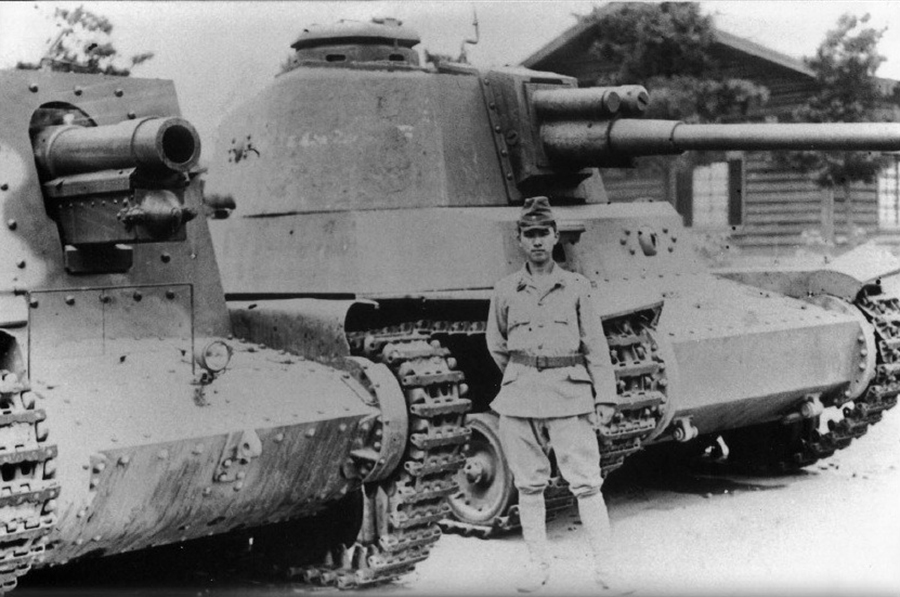
Vues de face d'un Type 4 Ho-Ro et d'un Type 4 Chi-To.
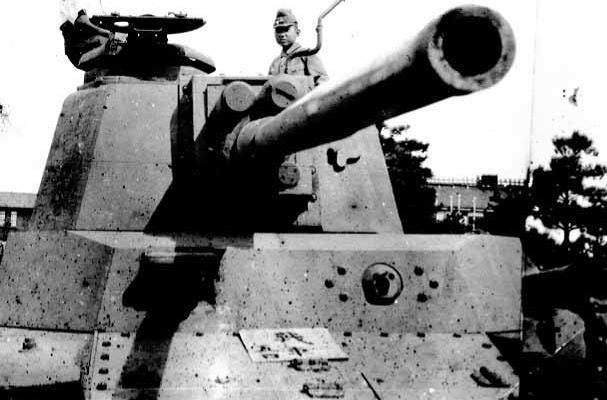
Vue de face du char, avec son canon Type 5 de 75mm.
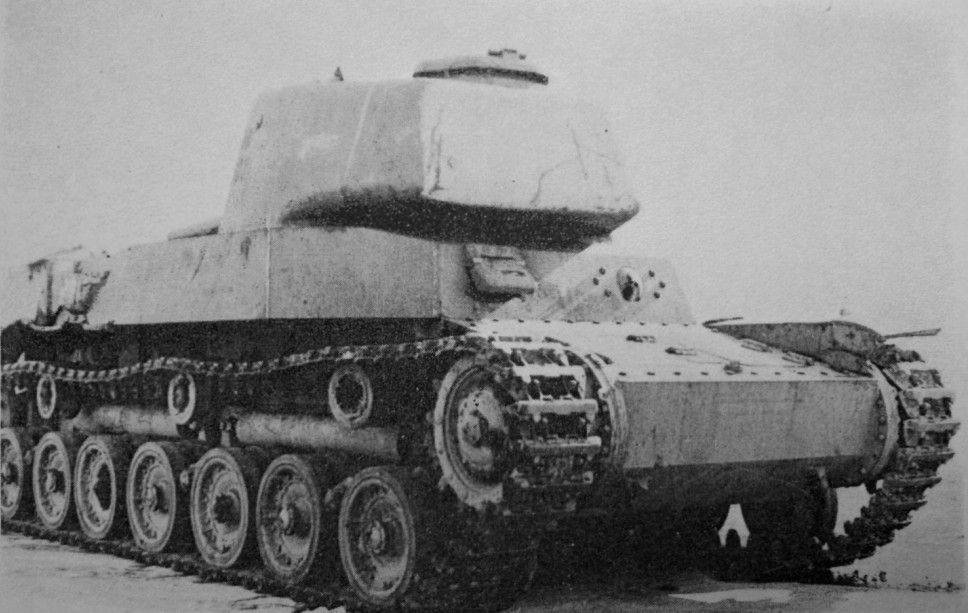
Vue de profil du char avec sa tourelle retournée.

## Apparences dans les médias
- Dans War Thunder, le char est disponible en deux versions (Chi-To et Chi-To "Late") au rang III de l'arbre des forces terrestres japonaises.
- dans World of Tanks, ainsi que la version blitz, le Chi-To est un char moyen au rang VI de l'arbre technologique japonais